# Martin Gottlieb Deetz
Martin Gottlieb Deetz (* 1769 in Königsberg i. Pr.; † 1842 in Berlin) war ein Kaufmann und Kommunalpolitiker.
Als Kaufmann in Königsberg wurde Deetz nach Einführung der Städteordnung 1809 von der Stadtverordnetenversammlung zum Oberbürgermeister der Königlichen Haupt- und Residenzstadt gewählt. Er fühlte sich dem Amt nicht gewachsen und legte es bereits im März 1810 nieder. 1812 war Deetz Inhaber der Fa. Joh. Peter Hüge & Co. 1817 zog er nach Berlin, wo er Mitglied der Staatsschulden-Verwaltung und des Montagsclubs wurde. Verheiratet war er mit Karoline Cabrit.